# Єльченко Юрій Никифорович
Ю́рій Ники́форович Є́льченко (23 липня 1929 , Кагарлик, Кагарлицький район, Українська СРР, СРСР  — 2 лютого 2019 , Київ ) — український політичний та партійний діяч. 1-й секретар Київського міського комітету КПУ (1980—1987), Міністр культури УРСР. Член ЦК КПУ (1961—1971, січень 1975—1990). Кандидат у члени ЦК КПУ (1971 — січень 1975). Кандидат у члени Політбюро ЦК КПУ (лютий 1981 — жовтень 1982). Член Політбюро ЦК КПУ (жовтень 1982 — червень 1990). Секретар ЦК КПУ (квітень 1987 — червень 1990). Депутат Верховної Ради Української РСР 5—10-го скликань. Народний депутат України 1-го скликання. Депутат Верховної Ради СРСР 11-го скликання. Народний депутат СРСР (1989—1991). Член ЦК КПРС (1981—1990).

## Біографія

Могила Юрія Єльченка, Байкове кладовище

Народився 23 липня 1929 року в родині службовця в селі Кагарлик, тепер місто Кагарлицького району Київської області. У 1947 році закінчив середню школу.
У 1947—1952 роках — студент механічного факультету Київського політехнічного інституту.
У 1952—1953 роках — майстер цеху, у 1953—1955 роках — секретар комітету ВЛКСМ Митищинського машинобудівного заводу Московської області РРФСР.
Член КПРС з 1953 року.
У 1955—1957 роках — інструктор Ленінського районного комітету Компартії України, завідувач промислово-транспортного відділу Жовтневого районного комітету Компартії України в місті Києві.
У 1957 році — секретар, у серпні 1957—1958 року — 2-й секретар Київського міського комітету ЛКСМУ.
У 1958—1960 роках — секретар, у 1960 році — 2-й секретар ЦК ЛКСМ України.
У липні 1960 — травні 1968 року — 1-й секретар ЦК ЛКСМ України.
У 1968—1969 роках — інспектор ЦК Компартії України.
28 лютого 1969 — 20 листопада 1971 року — 2-й секретар Львівського обласного комітету Компартії України.
15 листопада 1971 — 15 жовтня 1973 року — міністр культури УРСР.
У 1973—1980 роках — завідувач відділу пропаганди і агітації ЦК КПУ.
11 січня 1980 — 28 квітня 1987 року — 1-й секретар Київського міського комітету Компартії України.
У квітні 1987 — червні 1990 року — секретар ЦК КПУ. У жовтні 1989 — червні 1990 року — голова Комісії ЦК КПУ з питань міжнаціональних відносин.
З 1990 року — народний депутат УРСР 12-го скликання (Народний депутат України 1-го скликання). Голова підкомісії з питань міжреспубліканських відносин, Комісії ВР України з питань державного суверенітету, міжреспубліканських і міжнаціональних відносин.
Потім — на пенсії в Києві. Помер 2 лютого 2019 року в Києві. Похований на Байковому кладовищі (ділянка № 33).

## Нагороди
Нагороджений орденами Леніна, Жовтневої Революції, чотирма орденами Трудового Червоного Прапора (в тому числі 22.03.1966), «Знак Пошани», сімома медалями, двома Почесними грамотами Президії ВР УРСР, Почесними грамотами Верховних Рад Білоруської РСР, Казахської РСР, Азербайджанської РСР.